# Bertrimoutier
Bertrimoutier är en kommun i departementet Vosges i regionen Grand Est (tidigare regionen Lorraine) i nordöstra Frankrike. Kommunen ligger i kantonen Saint-Dié-des-Vosges-Est som tillhör arrondissementet Saint-Dié-des-Vosges. År 2022 hade Bertrimoutier 312 invånare.

## Befolkningsutveckling
Antalet invånare i kommunen Bertrimoutier
| Referens: INSEE |